# Parlamentswahl in den Niederlanden 2006
- SP: 25
- PvdD: 2
- GL: 7
- PvdA: 33
- D66: 3
- VVD: 22
- CDA: 41
- CU: 6
- SGP: 2
- PVV: 9

Die Parlamentswahl in den Niederlanden 2006 (Tweede Kamerverkiezingen) fand am 22. November statt. Ursprünglich sollte die Wahl am Mittwoch, dem 16. Mai 2007, abgehalten werden, wurde dann aber um einen Tag auf den 15. Mai vorverlegt, da der folgende Donnerstag ein Feiertag war. Am 29. Juni 2006 zog sich die kleine Regierungspartei D66 aus dem Kabinett Balkenende II zurück. Nun hatte die Koalition aus CDA und VVD nur noch 71 der insgesamt 150 Sitze – 5 Sitze zu wenig für die kleinstmögliche absolute Mehrheit. Premierminister Balkenende bot daraufhin seinen Rücktritt an; er wurde aber von der Königin beauftragt, eine Minderheitsregierung zu führen. Der Wahltermin wurde Anfang Juli auf den 22. November 2006 vorgezogen. 
Dem Kabinett Balkenende III gelang es, sich bei einigen Abstimmungen Mehrheiten durch kleine Parteien zu beschaffen.
Es war die dritte Wahl binnen vier Jahren (die vorherigen Wahlen waren am 6. Mai 1998, am 15. Mai 2002 und am 22. Januar 2003). Im Wahlkampf schienen sich in erster Linie zwei Lager gegenüberzustehen: die verbliebenen Regierungsparteien CDA und VVD auf der einen Seite und eine aus PvdA, SP und GroenLinks bestehende linke Opposition. Bald zeichnete sich ab, dass keines der Lager eine absolute Mehrheit erreichen würde, da eine recht große Zahl kleiner Parteien sich Hoffnung auf einen Einzug ins Parlament machen konnte. Deren Stärke ließ sich allerdings nur schwer prognostizieren; der massive Zugewinn der SP (Sozialisten: von 6,3 % 2003 auf 16,6 % 2006) zeichnete sich dagegen früh ab. Zwischenzeitlich schien die SP sogar die PvdA zu überflügeln.
Nach der Wahl bildete Balkenende die Regierung Balkenende IV (Amtsantritt 22. Februar 2007). Auch diese Koalition hielt nicht die ganze Legislaturperiode; am 9. Juni 2010 fand eine weitere vorgezogene Wahl statt.

## Wahlverfahren und Sitzverteilung
Die Wahl der Zweiten Kammer wird als reine Verhältniswahl ohne Sperrklausel durchgeführt. Für den Einzug in die Kammer muss eine Partei lediglich die Hürde des kiesdelers überwinden, der sich aus der Gesamtzahl der abgegebenen Stimmen geteilt durch die Zahl der zu verteilenden Sitze (150) ergibt und gerundet bei 0,67 % liegt. Jede Liste bekommt zunächst so viele Mandate zugewiesen wie der Kiesdeler ganzzahlig in der Gesamtzahl der für sie abgegebenen Stimmen enthalten ist. Die Restsitze werden nach dem systeem van de grootste gemiddelden vergeben, das im Wesentlichen dem Hagenbach-Bischoff-Verfahren entspricht. Parteien, die den Kiesdeler nicht erreichen, werden bei dieser Verteilung nicht berücksichtigt, auch nicht, wenn sie eine Listenverbindung eingegangen sind. 

Die Verteilung der Sitze auf die Kandidaten wird in der Reihenfolge der Listenplätze vorgenommen. Die Wähler haben allerdings die Möglichkeit, in die parteiinterne Vorauswahl korrigierend einzugreifen und schlechter platzierte Bewerber hochzuwählen, da sie ihre Stimme gezielt einer Person geben können. In der Regel kommen alle individuellen Stimmen nur dem Gesamtergebnis der Liste zugute; wer jedoch mit den persönlichen Voorkeurstemmen in eine für die Sitzverteilung relevante Position kommt und zugleich den Voorkeursdrempel (25 % des Kiesdelers) überschreitet, kann an den besseren Listenplätzen vorbei in die Zweite Kammer einziehen.

## Parteien und Spitzenkandidaten
24 Parteien traten in mehr als einem der insgesamt 19 Wahlkreise an. In die Zweite Kammer gewählt wurden:
- Christen-Democratisch Appèl, geführt von Jan Peter Balkenende
- ChristenUnie, geführt von André Rouvoet
- Democraten 66, geführt von Alexander Pechtold
- GroenLinks, geführt von Femke Halsema
- Partij van de Arbeid, geführt von Wouter Bos
- Partij voor de Dieren, geführt von Marianne Thieme
- Partij voor de Vrijheid, ehemals Groep Wilders, geführt von Geert Wilders
- Socialistische Partij, geführt von Jan Marijnissen
- Staatkundig Gereformeerde Partij, geführt von Bas van der Vlies
- Volkspartij voor Vrijheid en Democratie, geführt von Mark Rutte

Mit Ausnahme der Partij voor de Dieren (Tierpartei), der bei dieser Wahl der Einzug ins Parlament gelang, trat keine der Kleinparteien mehr an, die bei den Wahlen von 2003 erfolglos teilgenommen hatten.
Einige Kleinparteien traten erstmals zur Wahl an, allesamt erfolglos.

## Endergebnis (mit Vergleichswerten 2003)

Relative Mehrheiten nach Gemeinden

| Listen            | Listen                                        | Stimmen    | %    | +/-   | Mandate | +/- |
| ----------------- | --------------------------------------------- | ---------- | ---- | ----- | ------- | --- |
|                   | Christen-Democratisch Appèl (CDA)             | 2.608.573  | 26,5 | –2,1  | 41      | –3  |
|                   | Partij van de Arbeid (PvdA)                   | 2.085.077  | 21,2 | –6,1  | 33      | –9  |
|                   | Socialistische Partij (SP)                    | 1.630.803  | 16,6 | +10,3 | 25      | +16 |
|                   | Volkspartij voor Vrijheid en Democratie (VVD) | 1.443.312  | 14,7 | –3,2  | 22      | –6  |
|                   | Partij voor de Vrijheid (PVV)                 | 579.490    | 5,9  | Neu   | 9       | Neu |
|                   | GroenLinks (GL)                               | 453.054    | 4,6  | –0,5  | 7       | –1  |
|                   | ChristenUnie (CU)                             | 390.969    | 4,0  | +1,9  | 6       | +3  |
|                   | Democraten 66 (D66)                           | 193.232    | 2,0  | –2,1  | 3       | –3  |
|                   | Partij voor de Dieren (PvdD)                  | 179.988    | 1,8  | +1,3  | 2       | +2  |
|                   | Staatkundig Gereformeerde Partij (SGP)        | 153.266    | 1,6  | ±0,0  | 2       | –   |
|                   | EénNL                                         | 62.829     | 0,6  | Neu   | –       | Neu |
|                   | Lijst 5 Fortuyn                               | 20.956     | 0,2  | –5,5  | –       | –8  |
|                   | Verenigde Senioren Partij (VSP)               | 12.522     | 0,1  | Neu   | –       | Neu |
|                   | Ad Bos Collectief                             | 5.149      | 0,1  | Neu   | –       | Neu |
|                   | Partij voor Nederland (PvN)                   | 5.010      | 0,1  | Neu   | –       | Neu |
|                   | Islam Democraten (ID)                         | 4.339      | 0,0  | Neu   | –       | Neu |
|                   | Nederland Transparant                         | 2.318      | 0,0  | Neu   | –       | Neu |
|                   | Groen Vrij Internet Partij                    | 2.297      | 0,0  | Neu   | –       | Neu |
|                   | Liberaal Democratische Partij (LibDem)        | 2.276      | 0,0  | Neu   | –       | Neu |
|                   | Lijst 14                                      | 2.181      | 0,0  | Neu   | –       | Neu |
|                   | Continue Directe Democratie Partij (CDDP)     | 559        | 0,0  | Neu   | –       | Neu |
|                   | LRVP-het Zeteltje                             | 185        | 0,0  | Neu   | –       | Neu |
|                   | Solide Multiculturele Partij (SMP)            | 184        | 0,0  | Neu   | –       | Neu |
|                   | Tamara’s Open Partij (TOP)                    | 114        | 0,0  | Neu   | –       | Neu |
| Gesamt            | Gesamt                                        | 9.838.683  | 100  |       | 150     | –   |
|                   |                                               |            |      |       |         |     |
| Ungültige Stimmen | Ungültige Stimmen                             | 16.315     | 0,2  | ±0,0  |         |     |
| Wähler            | Wähler                                        | 9.854.998  | 80,4 | +0,3  |         |     |
| Wahlberechtigte   | Wahlberechtigte                               | 12.264.503 |      |       |         |     |
|                   |                                               |            |      |       |         |     |
| Quelle: Kiesraad  |                                               |            |      |       |         |     |

## Ergebnis nach Provinzen
| Provinz       | Parteien (%) | Parteien (%) | Parteien (%) | Parteien (%) | Parteien (%) | Parteien (%) | Parteien (%) | Parteien (%) | Parteien (%) | Parteien (%) | Parteien (%) |
| Provinz       | CDA          | PvdA         | SP           | VVD          | PVV          | GL           | CU           | D66          | PvdD         | SGP          | Sonstige     |
| ------------- | ------------ | ------------ | ------------ | ------------ | ------------ | ------------ | ------------ | ------------ | ------------ | ------------ | ------------ |
| Drenthe       | 22,5         | 30,7         | 15,9         | 14,3         | 4,0          | 3,8          | 5,1          | 1,3          | 1,4          | 0,3          | 0,7          |
| Flevoland     | 23,8         | 20,8         | 15,1         | 16,8         | 6,8          | 3,7          | 5,9          | 1,6          | 2,1          | 2,1          | 1,3          |
| Friesland     | 28,1         | 27,5         | 17,1         | 10,6         | 3,3          | 3,8          | 6,1          | 1,1          | 1,3          | 0,4          | 0,7          |
| Gelderland    | 29,3         | 20,3         | 16,1         | 13,5         | 4,4          | 4,4          | 4,8          | 1,8          | 1,6          | 3,0          | 0,9          |
| Groningen     | 18,3         | 31,0         | 19,2         | 10,9         | 3,2          | 5,9          | 7,0          | 1,9          | 1,6          | 0,3          | 0,7          |
| Limburg       | 28,6         | 20,3         | 20,6         | 10,8         | 11,5         | 3,4          | 1,2          | 1,1          | 1,5          | 0,1          | 1,0          |
| Noord-Brabant | 31,8         | 17,8         | 20,4         | 14,5         | 6,2          | 3,4          | 1,5          | 1,6          | 1,4          | 0,4          | 1,1          |
| Noord-Holland | 21,0         | 22,2         | 16,8         | 18,2         | 5,5          | 7,0          | 2,3          | 2,7          | 2,7          | 0,2          | 1,4          |
| Overijssel    | 33,0         | 21,1         | 14,8         | 11,1         | 4,0          | 3,4          | 6,9          | 1,6          | 1,1          | 2,2          | 0,7          |
| Utrecht       | 26,8         | 18,7         | 13,2         | 16,7         | 5,1          | 6,5          | 5,5          | 2,7          | 1,9          | 2,0          | 1,0          |
| Zeeland       | 28,0         | 18,2         | 15,5         | 12,9         | 5,6          | 2,9          | 5,1          | 1,1          | 2,0          | 7,8          | 1,0          |
| Zuid-Holland  | 24,1         | 20,5         | 14,3         | 16,1         | 7,2          | 4,3          | 4,4          | 2,3          | 2,1          | 2,5          | 2,1          |

## Einzelne Ergebnisse
Der Kiesdeler lag 2006 bei 65.591 Stimmen. Die Wahlbeteiligung war minimal höher (80,35 % nach 80,04 %) als 2003. Die landesweit höchste Wahlbeteiligung (94,23 %) wurde auf der Insel Schiermonnikoog erreicht.
Von den Kandidaten der VVD-Liste erhielt Ministerin Rita Verdonk mit 620.555 voorkeurstemmen (etwa: Einzelstimmen, man kann sein Kreuz bei einem bestimmten Kandidaten der jeweiligen Liste machen) ein besseres Einzelergebnis als der Spitzenkandidat Mark Rutte (553.200); damit wurde erstmals ein lijsttrekker auf den zweiten Platz verwiesen. Vorausgegangen war eine Kampfabstimmung über den Vorsitz, die Rutte nur knapp vor Verdonk gewonnen hatte.
Fatma Koser Kaya (D66) war bei dieser Wahl die einzige Kandidatin, die mit Hilfe der Einzelstimmenregelung ins Parlament gewählt wurde, obwohl ihr eigentlicher Listenplatz ihr das normalerweise nicht gebracht hätte. Sie erhielt 34.564 Stimmen und rückte so vom sechsten auf den zweiten Rang vor.

## Auswirkungen des Wahlergebnisses / Regierungsbildung
Die Koalitionsverhandlungen erwiesen sich auf Basis dieses Ergebnisses zunächst als schwierig. Die regierende CDA von Premier Balkenende waren nach der Wahl zwar weiterhin stärkste Kraft, aber es reichte nicht zur Bildung einer "großen" Koalition nur mit der PvdA – ein dritter Koalitionspartner war erforderlich. Im Gespräch waren zunächst dabei die Sozialisten, die als eigentliche Wahlgewinner zur drittstärksten Kraft wurden, oder die eher in der Mitte angesiedelte ChristenUnie, die ebenfalls gestärkt aus der Wahl hervorging.
Königin Beatrix ernannte am 25. November das Staatsratsmitglied Rein Jan Hoekstra (CDA) zum Informateur. Ein Informateur hat die Aufgabe, die Möglichkeiten für das Zustandekommen einer tragfähigen Regierungskoalition zu sondieren.
Nach ersten Gesprächen mit allen Fraktionsführern der im neuen Parlament vertretenen Parteien erklärte Hoekstra am 5. Dezember, er wolle auf eine Koalition aus CDA, PvdA und SP hinarbeiten. Eine Woche später teilte er nach eingehenderen Beratungen mit Balkenende (CDA), Bos (PvdA) und Marijnissen (SP) jedoch mit, er halte eine Regierung mit diesen drei Partnern auf Grund der zu großen Differenzen zwischen Christdemokraten und Sozialisten nicht mehr für möglich.
Nach einer erneuten Gesprächsrunde mit den Fraktionsvertretern schlug Hoekstra in seinem Abschlussbericht am 19. Dezember die Bildung einer Koalition aus CDA, PvdA und ChristenUnie vor. Gleichzeitig empfahl er als seinen Nachfolger den früheren Vorsitzenden des Sozialökonomischen Rates Herman Wijffels, der anschließend die Aufgabe hatte, in konkreten Gesprächen mit diesen drei Parteien das Zustandekommen einer Koalitionsvereinbarung zu moderieren.
Die neue Runde der Koalitionsverhandlungen begann am 3. Januar 2007.
Am 6. Februar billigten die Fraktionen der drei beteiligten Parteien den ausgehandelten Koalitionsvertrag.
Königin Beatrix ernannte Jan Peter Balkenende am 9. Februar offiziell zum Formateur. Er stellte ein Kabinett zusammen, in dem das CDA 8 Ministerposten besetzt, die PvdA 6 und die ChristenUnie 2. Das vierte Kabinett Balkenende wurde am 22. Februar von der Königin vereidigt.